# エルサレム教区 (聖公会)

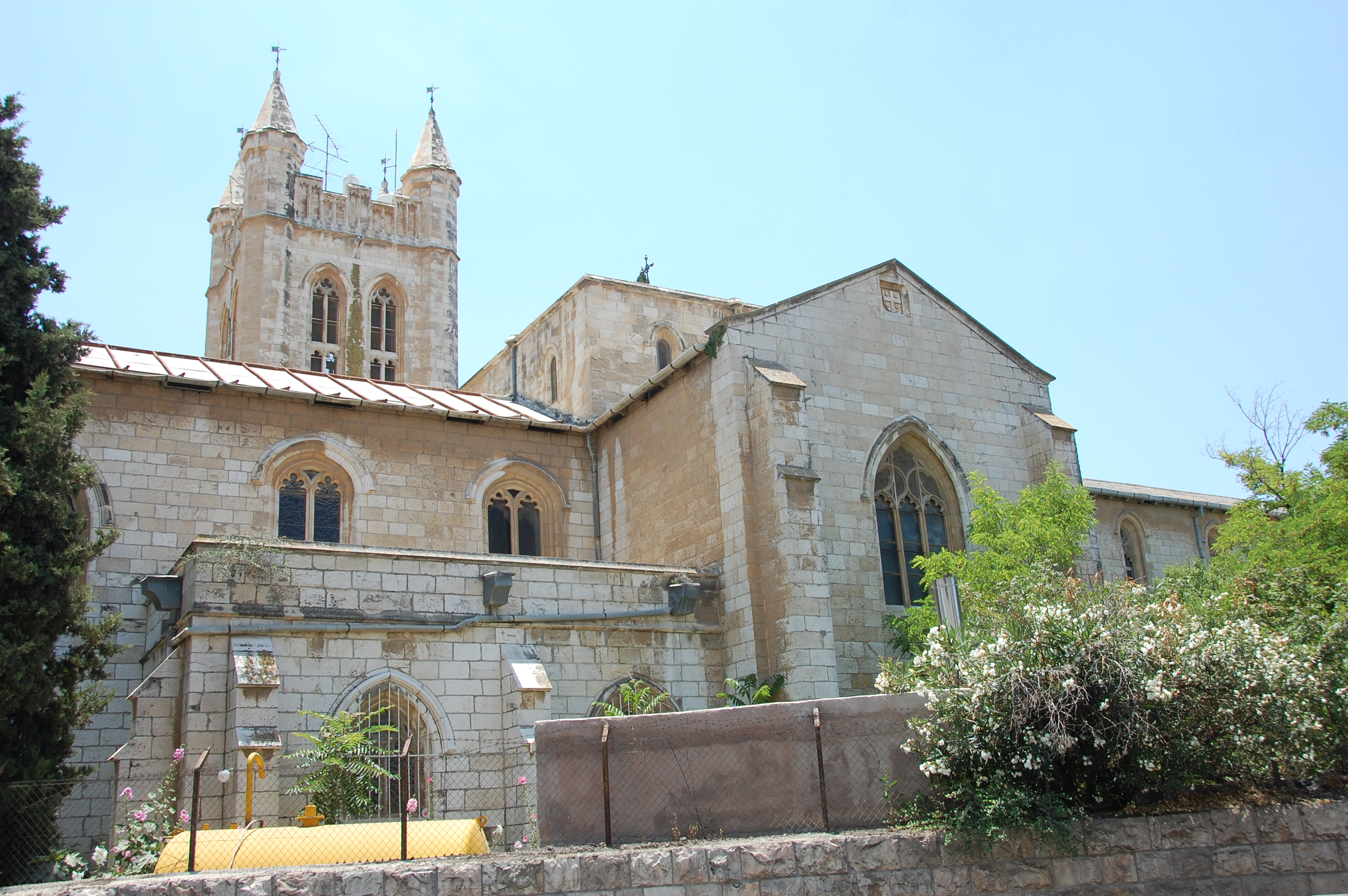
聖ジョージ大聖堂（エルサレム）

エルサレム教区（エルサレムきょうく、英語: Anglican Diocese of Jerusalem）は聖公会の教区で、イスラエル、パレスチナ地区、ヨルダン、シリア、レバノンをカバーする。エルサレム・中東聖公会に属し、主教座聖堂は聖ジョージ大聖堂である。
教区の信徒数は7000人、35の施設、29の集会、1500人の従業員、200の病院ベッド、6000人の生徒が通うがある。1957年から1976年まではオーディナリー（ordinary）がエルサレム大主教を勤めていたが、その後はエルサレム主教となっている。現在、聖公会員はエルサレムのクリスチャンの大勢を占める。 

## 教会
- 聖ジョージ大聖堂、エルサレム
- クライスト・チャーチ (Christ Church, Jerusalem)、エルサレム
- 聖ペテロ教会、ヤッファ（テルアビブ）
- 聖ヨハネ・聖ルカ教会、ハイファ
- 聖アンデレ教会、ラマッラー
- クライスト・チャーチ (Christ Church, Nazareth)、ナザレ
- 赦しの教会 (Church of the Redeemer, Amman)、アンマン
- 聖ペテロ・聖パウロ教会、アカバ
- 諸聖徒教会、ダマスカス
- 諸聖徒教会、ベイルート

1912年の教区報には、以上の教会を含む24の教会（集会）が示されている。

## 関連記事
- パレスチナ人キリスト教徒 (Palestinian Christians)
- エルサレム・中東聖公会